# Список снукерных турниров
Ниже представлен полный список профессиональных снукерных турниров, а также некоторых любительских соревнований.

## Профессиональные турниры

### Рейтинговые турниры
Список рейтинговых соревнований. Справа показан сезон, в котором турнир имел рейтинговый статус:
- Чемпионат мира: 1973/74 — по наст. время
- Чемпионат Великобритании: 1984/85 — по наст. время
- Открытый чемпионат Уэльса: 1991/92 — по наст. время
- Открытый чемпионат Китая: 1998/99 — 2001/02, 2004/05 — по наст. время
  - China International: 1998/99 — 1999/00
  - China Open: 2000/01 — 2001/02, 2004/05 — по наст. время
- Шанхай Мастерс: 2007/08 — по наст. время
- German Masters: 2010/11 — по наст. время
- Players Tour Championship: (мини-рейтинговый) 2010/11 — по наст. время
- Australian Goldfields Open: 2011/12 — по наст. время
- International Championship: 2012/13 — по наст. время
- Gibraltar Open: с 2015/16
- European Masters: с 2016/17
- English Open: с 2016/17
- Northern Ireland Open: с 2016/17
- Scotish Open: 1982 - 2008, 2016 - по наст.время
- China Championship: с 2016/17
- Tour Championship: с 2018/19

### Нерейтинговые турниры
Список нерейтинговых (пригласительных) соревнований.
- Мастерс: 1974/75 — по наст. время
- Премьер-лига: 1986/87 — 2012/13
  - Champion of Champions: 2013/14 — по наст. время
- Wuxi Classic: 2008/09 — по наст. время
- Beijing International Snooker Challenge: 2009/10 — по наст. время
- Sangsom 6 Red World Grand Prix: 2008/09 — по наст. время
- Championship League: 2007/08 — по наст. время
- Shoot-Out: 1990, 2011 —
- Pontins Open: 1974 — по наст. время
- Кубок мира: 1979/80—2000/01, 2011/12 — по наст. время
- Гран-при: 1982/83 — по наст. время
  - Professional Players Tournament: 1982/83 — 1983/84
  - Rothmans Grand Prix: 1984/85 — 1992/93
  - Skoda Grand Prix: 1993/94 — 1995/96
  - Grand Prix: 1996/97 — 2000/01
  - LG Cup: 2001/02 — 2003/04
  - Totesport Grand Prix: 2004/05
  - Grand Prix: 2005/06
  - Royal London Watches Grand Prix: 2006/07 — 2009/10
  - World Open: 2010/11 — 2013/14
  - World Grand Prix: 2014/15 — по наст. время

### Изъятые из расписания турниры
Здесь перечислены турниры, проведение которых на данный момент прекращено.
Рейтинговые турниры
- Классик 1979/80—1991/92
  - Wilsons Classic 1979/80—1982/83
  - Lada 1983/84
  - Mercantile Credit 1984/85—1991/92
- International Open 1982/83—1989/90, 1992/93—2003/04
  - Jameson 1982/83—1984/85
  - Goya Matchroom Trophy 1985/86
  - BCE 1986/87
  - Fidelity Unit Trusts 1987/88—1988/89
  - BCE 1989/90
  - Sky Sports 1992/93
  - Без спонсора 1993/94
  - Sweater Shop 1994/95—1995/96
  - Без спонсора 1996/97
  - Regal Scottish Open 1997/98—2002/03
  - Daily Record Players Championship 2003/04
- British Open 1984/85—2004/05
- Канадиан Мастерс 1988/89 (один раз)
- Европейские турниры 1988/89 — 1999/00, 2001/02—2008/09 (два турнира в сезоне 1995/96, 1996/97 и 2002/03-2004/05)
  - Открытый чемпионат Европы 1988/89—1996/97, 2001/02—2003/04
  - Открытый чемпионат Германии 1995/96—1997/98
  - Открытый чемпионат Ирландии 1998/99
  - Гран-при Мальты 1999/00
  - Айриш Мастерс 2002/03—2004/05
  - Кубок Мальты 2004/05—2006/07
  - Трофей Северной Ирландии 2006/07—2008/09
- Dubai Duty Free Classic 1989/90-1994/95
- Открытый чемпионат Гонконга 1989/90
- Таиланд Мастерс 1989/90 — 2001/02 (проводился в Китае в сезоне 1990/91)
  - Thailand Open 1993/94—1996/97
  - Thailand Masters 1997/98 — 2001/02
- Strachan Open 1991/92
- Strachan Challenge 1992/93 (мини-рейтинговый)
- Malaysian Masters 1984/85, 1986/87
- Asian Open/Asian Classic 1989/90—1996/97
- Чемпионат Бахрейна 2008/09

Нерейтинговые (пригласительные) турниры
- World Masters 1990/91
- Pot Black Cup 1969—2007/08
- Pontins Professional 1974—2000
- Australian Masters 1979—1987, 1995
- World Doubles Championship 1982/83—1987/88
- Мастерс Шотландии 1981/82—2002/03
- Мастерс Ирландии 1977/78—2001/02, 2006/07
- Чемпионат Уэльса среди профессионалов 1977, 1980—1991
- Чемпионат Англии среди профессионалов 1981, 1985—1989
- Чемпионат Шотландии среди профессионалов 1980—1983, 1985—1989, 2011
- Чемпионат Ирландии среди профессионалов 1947—1972, 1978—1983, 1985—1989, 1992—1993, 2005—2007
- Чемпионат Австралии среди профессионалов 1963—1978, 1984—1988
- Чемпионат Канады среди профессионалов 1980, 1983—1988
- Чемпионат ЮАР среди профессионалов 1948—1987
- Liverpool Victoria Charity Challenge — Champion’s Cup 1995—2001
- Tolly Cobbold Classic 1978/79—1984/85
- World Matchplay 1952—1957, 1976, 1988/89—1992/93
- Kit-Kat Break for World Champions 1985/86
- World Series of Snooker 2008/09—2009/10
- Чемпионат мира по артистическому снукеру 1992—2006
- Benson & Hedges Championship 1990/91—2009/10
- Чемпионат мира по снукеру при 6 красных шарах 2009
- Hainan Classic 2011 2011
- Brazilian Masters 2011 2011/12

### Любительские турниры
- Чемпионат мира по снукеру среди женщин
- Чемпионат мира по снукеру среди любителей
- Чемпионат мира по снукеру среди ветеранов
- Чемпионат Европы по снукеру
- Чемпионат Англии по снукеру среди любителей
- Чемпионат Азии по снукеру
- Чемпионат Океании по снукеру

## Другие турниры
| Довоенные турниры - Gold Cup 1940-е и 1950-е годы - News of the World Championship - Sunday Empire News Tournament 1960-е — 1980-е годы - New Zealand Masters - Belgian Classic - Norwich Union Grand Prix - Singapore Masters - Hong Kong Masters - Northern Ireland Classic - Padmore / Super Crystalate International - Continental Airlines London Masters - Bass Golden Leisure Classic - Highland Masters - Kent Cup - Matchroom Professional Championship - Tokyo Masters - Bombay International - Champion of Champions - Dry Blackthorn Cup - Forward Chemicals Tournament - Holsten Lager International - Kronenbrau 1308 Classic - Limosin International - McEwans Lager Golden Masters - Men of the Midlands - Norwich Union Open - Park Drive 2000 - Watney Open - Camus China Masters - Carlsberg Challenge - Canadian Open (снукер) - Canadian Club Masters - Benson and Hedges Ireland Tournament | 1990-е годы - Riley Superstars International - Belgian Challenge - European Challenge - Humo Masters - Hong Kong Challenge - European Grand Masters - Guangzhou Masters - Indian Challenge - Indian Masters - Kent Classic - Kings Cup - Merseyside Professional Championship - Millennium Cup - Nescafe Extra Challenge - Red & White Challenge - Red Bull Champions Super League - Red Bull Super Challenge - Top Rank Classic 2000-е годы - Pontin’s International Open Series - Huangshan Cup - Austrian Open - Barry McNamee Memorial Trophy - Belgium Open - Dutch Open - Euro-Asia Snooker Masters Challenge - General Cup International - Paul Hunter English Open - World Champions v Asia Stars Challenge - Irish Classic - Finnish Snooker Challenge - Paul Hunter Classic | 2010-е годы - Vienna Snooker Open - Pink Ribbon - Qualifying School |